# Dalia Grybauskaitė
Dalia Grybauskaitė, född 1 mars 1956 i Vilnius i dåvarande Sovjetunionen, är en litauisk politiker, som från 12 juli 2009 till 2019 var Litauens president.
Grybauskaitė är ekonom från Universitetet i Sankt Petersburg (dåvarande Leningrad) och därefter i Moskva där hon 1988 avlade doktorsexamen. Hon har också studerat vid Georgetown University i Washington, D.C.. Efter Litauens självständighet från Sovjetunionen 1991 anställdes Grybauskaitė vid utrikesministeriet där hon bland annat tjänstgjorde som chefsförhandlare om frihandelsavtal med EU samt diplomat i Washington D.C.. Hon var biträdande finansminister 1999–2000, biträdande utrikesminister 2000–2001 med ansvar för medlemsförhandlingarna med EU och finansminister 2001–2004. Den 9 maj 2013 tilldelades hon Karlspriset. 2014 blev hon den första litauiska presidenten som valdes om för en andra mandatperiod.

## EU-kommissionär
I samband med Litauens anslutning till Europeiska unionen 1 maj 2004 utnämndes Grybauskaitė till landets första EU-kommissionär och hon tjänstgjorde en kort period i Prodi-kommissionen med ansvar för utbildnings- och kulturfrågor. När Kommissionen Barroso I tillträdde i november samma år tilldelades Grybauskaitė ansvar för ekonomisk planering och budget. Hon avgick från EU-kommissionen den 1 juli 2009 i samband med att hon valdes till litauisk president.

## Presidentvalet 2009
Den 26 februari 2009 meddelade Grybauskaitė officiellt sin kandidatur i det litauiska presidentvalet 2009. Opinionsundersökningar från februari 2009 visade att Grybauskaitė ledde med stor marginal. Hon deltog som partipolitiskt obunden, men hon stöddes av majoritetspartiet Fosterlandsförbundet – Litauiska kristdemokrater och NGO:s, däribland Sąjūdis.
Grybauskaitės valkampanj fokuserade på inrikesfrågor. Efter år av stark ekonomisk tillväxt stod Litauen inför en djup recession med tvåsiffriga nedgångar i ekonomiska indikatorer. Arbetslösheten nådde 15,5 procent i mars och en demonstration i januari mot regeringens politik mot recessionen blev våldsam.
Valet hölls den 17 maj 2009. Grybauskaitė vann en jordskredsseger med 68,18 procent av folkets röster. Efter sin valseger blev hon inte bara Litauens första kvinna på presidentposten, utan hon vann även med den största segermarginalen någonsin. Politiska analytiker menade att Grybauskaitė jordskredsseger berodde på hennes finansiella kompetens och hennes förmåga att undvika politiska skandaler. Den internationella pressen var inte sen med att kalla henne "Litauens järnlady" efter hennes frispråkiga tal och hennes svarta bälte i karate. Grybauskaitė, som talar litauiska, engelska, ryska, franska och polska, har nämnt Margaret Thatcher och Mahatma Gandhi som sina politiska förebilder.

## Presidentskap (2009–2019)
När Grybauskaitė tillträdde presidentposten den 12 juli 2009 tillkännagavs att hon avsåg halvera sin presidentlön med anledning av landets prekära ekonomiska situation (312,000 litas). Hennes första utrikesresor som president gick till Sverige och Lettland. 2014 blev hon den första litauiska presidenten att väljas till en andra mandatperiod.